# The Last Song (1988)
The Last Song (engl. Titel: Permanent Record) ist ein 1988 in den USA unter der Regie von Marisa Silver entstandener Kinofilm. Der von Paramount produzierte Film ist ein sensibel inszeniertes Jugenddrama um Freundschaft und Selbstfindung.

## Inhalt
David Sinclair gehört zu den begabtesten und beliebtesten Schülern seiner High School. Als David jedoch unvermittelt Selbstmord begeht, sitzt der Schock tief. Vor allem Davids bester Freund Chris Townsend quält sich mit Selbstvorwürfen. Schulleiter Verdell will Chris aus seinen Depressionen reißen und überträgt ihm die Leitung der Schul-Rockband. Doch schon bald sieht er sich mit denselben Problemen konfrontiert, denen David zuvor unterlag.

## Kritiken
„Eine behutsame und stille, manchmal ergreifende Auseinandersetzung mit dem Thema Selbstmord und den Schwierigkeiten der Umwelt, ihn zu begreifen und zu verarbeiten.“